# José Balbuena
José Balbuena Rodríguez (* 13. Februar 1918 in Lima; † 22. Juni 2009 in Santiago) war ein peruanischer Fußballspieler, der später auch die chilenische Staatsbürgerschaft annahm. Der Stürmer spielte lange Zeit für den CF Universidad de Chile, mit dem er Meister wurde und bei dem er als Idol in die Klubgeschichte einging. Für die Nationalmannschaft Chiles absolvierte er eine Partie.

## Karriere

### Verein
José Balbuena begann seine Fußballkarriere 1936 in seiner Heimat bei Universitario de Deportes. Dort spielte der Offensivspieler mit Spitznamen Cholo zwei Jahre und wechselte zum Lokalrivalen Deportivo Municipal. Mit Municipal wurde er 1938 peruanischer Meister, allerdings war die Primera División Perus noch bis 1950 eine Amateurliga. Balbuena wechselte 1939 in den professionellen Fußball nach Chile, wo er sich dem CF Universidad de Chile anschloss und zu einer Vereinslegende wurde. Mit La U wurde der Angreifer Meister 1940 und spielte insgesamt zwölf Jahre in der Universitätsmannschaft. Zwar absolvierte er 1943 zwei Freundschaftsspiele als Probespieler für den argentinischen Klub Boca Juniors, doch ein Wechsel kam nicht zustande. Mit 46 Ligatoren gehört Balbuena noch heute zu den besten ausländischen Torschützen von Universidad de Chile. 1951 spielte Cholo zum Karriereausklang ein Jahr bei Ferrobadminton.

### Nationalmannschaft
José Balbuena nahm nach den erfolgreichen Jahren bei Universidad de Chile die chilenische Staatsbürgerschaft an und wurde von Luis Tirado in den Kader Chiles für den Campeonato Sudamericano 1947 berufen. Nachdem der Offensivspieler in der ersten Turnierpartie noch auf der Bank saß, durfte er beim 3:0-Erfolg gegen Gastgeber Ecuador von Beginn an ran. Balbuena absolvierte ein gutes Länderspieldebüt, verletzte sich aber am Knöchel und es blieb seine einzige Partie der Südamerikameisterschaft, bei der Chile nach vier Siegen, einem Unentschieden und zwei Niederlagen, den vierten Platz belegte. Balbuena wurde nach dem Turnier nicht mehr in die Nationalmannschaft berufen.

## Erfolge
Deportivo Municipal
- Peruanischer Meister: 1938

Universidad de Chile
- Chilenischer Meister: 1940